# 羅達生
羅達生，臺灣政治人物，曾任經濟部工業局組長以及經濟部技術處處長。2020年8月24日出任高雄市政府第3屆副市長。